# 櫻庭車站
櫻庭站（日语：／ Sakuraba eki */?）是位於北海道留萌市藤山町，隸屬於北海道旅客鐵道（JR北海道）留萌本線，已廢除的鐵路車站。由於使用者稀少已於1990年10月1日廢站。
車站名稱源自「櫻庭之澤」。

## 歷史
- 1963年（昭和38年）12月1日 - 日本國有鐵道留萌本線幌糠車站至藤山車站之間開設櫻庭臨時車站。
- 1987年（昭和62年）4月1日 - 由於國鐵分割民營化，車站由JR北海道管理，同時升格為一般車站櫻庭站。
- 1990年（平成2年）
  - 3月10日 - 設定營業距離。
  - 10月1日 - 由於使用量過少而廢站。

## 車站構造
廢站時為1面1線，設有側式月台的地面車站。同時是沒有轉轍器的棒線車站。
由臨時車站時代開始已經是無人車站。月台是利用木板建造。
廢站後所有設施都被移去，現在難以看到任何痕跡。

## 車站周邊
- 國道233號（留萌國道）
- 留萌川
- 沿岸巴士、道北巴士「留外之澤」車站

## 相鄰車站
北海道旅客鐵道
留萌本線
幌糠－櫻庭－藤山